# 遠藤耕渓
遠藤 耕渓（えんどう こうけい、生没年不詳）とは、明治時代の日本画家。

## 来歴
尾形月耕の門人。『日本美術院百年史』によれば、明治期に以下の絵画会で絵を出品したことが知られる。
- 「良香賦詩図」　明治27年（1894年）、日本青年絵画協会第3回絵画共進会　※三等褒状を受賞
- 「反魂香」　明治32年（1899年）、第7回日本絵画協会・第4回日本美術院連合絵画共進会
- 「初春」　明治33年、第9回日本絵画協会・第4回日本美術院連合絵画共進会　※二等褒状を受賞
- 「名古曾」　明治34年、第10回日本絵画協会・第5回日本美術院連合絵画共進会
- 「美人遊歩」　明治34年、第11回日本絵画協会・第6回日本美術院連合絵画共進会

ほかには『風俗画報』に「湯島天神芸者及すゞみ」（214号、明治33年）の挿絵を描いている。